# Mislav Brzoja
Mislav Brzoja (Zagabria, 9 gennaio 1994) è un cestista croato.